# Amblyonychus substitula
Amblyonychus substitula là một loài ruồi trong họ Asilidae. Amblyonychus substitula được Walker miêu tả năm 1851.